# Sumedang

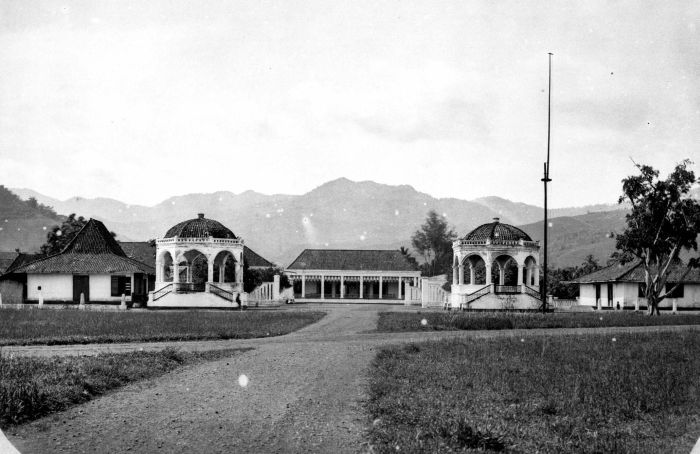
Maison du Régent à Sumedang

Sumedang est une ville d'Indonésie située dans la région de Java occidental, à l'est de Bandung. C'est la capitale du Kabupaten de Sumedang.
La ville est juste au sud du Tampomas, un volcan qui culmine à 1 684 m.
La population était de 134 269 habitants en 2010.